# 刺桐碱
刺桐碱（英語：hypaphorine）别名下箴刺桐碱、海帕刺桐碱或色氨酸三甲基内盐，是一种常见于刺桐属及豆科植物的结晶生物碱，有致惊厥毒性。化学式C14H18N2O2，可见于短叶锦鸡儿、拧条锦鸡儿、美洲刺桐、鸡骨草、美丽崖豆藤（中药名牛大力）以及石竹科麦蓝菜（中药名王不留行）等物种。
与乔木共生的外生菌根彩色豆馬勃能积累刺桐碱，也目前发现的唯一一种能积累刺桐碱的菌类。大多数外生菌根菌积累的是吲哚乙酸，而在彩色豆马勃菌丝体中刺桐碱的浓度至少比吲哚乙酸高了900倍。